# Unterseeboot U-46 (1915)
Pour les autres navires du même nom, voir Unterseeboot 46.
L'Unterseeboot U-46 est l’un des 329 sous-marins servant dans la Kaiserliche Marine pendant la Première Guerre mondiale. L'U-46 a participé à la guerre navale et a pris part à la première bataille de l'Atlantique. Après la guerre, il sert dans la marine impériale japonaise sous le nom de O-2.

## Marine impériale allemande
Commandé le 4 août 1914, l'U-46 est construit au chantier naval impérial de Dantzig. Lancé le 18 mai 1915, il est mis en service le 17 décembre 1915.
Affecté à la IIIe flottille, l'U-46 entame sa première patrouille de guerre le 29 mars 1916. Restant dans la IIIe flottille pour tout le reste de la guerre, il a mené 11 patrouilles de guerre avant la fin de la guerre le 11 novembre 1918. Il a été crédité du naufrage de 51 navires marchands totalisant 138942 tonnes de jauge brute et d’un navire de guerre auxiliaire de 1372 tonnes de jauge brute. Il a aussi endommagé un navire marchand de 7378 tonnes de jauge brute.
Après la fin de la guerre, il se rend au Japon le 26 novembre 1918.

## Marine impériale japonaise
Transféré au Japon après sa capitulation, le sous-marin est remis en service dans la marine impériale japonaise en 1920 sous le nom de O-2. Déclassé en 1921, il a été partiellement démantelé à l’arsenal naval de Kure en avril 1921.
Une photo de l'U-46, apparemment prise au moment du transfert vers le Japon, le montre amarré et arborant le drapeau de la marine japonaise au-dessus de celui de la marine impériale allemande.
Si des sources affirment que l'O-2 a été mis au rebut en 1922,, d’autres affirment qu’en 1925, l'O-2 a été reconstruit à l’arsenal naval de Yokosuka pour servir de banc d'essai aux opérations de sauvetage de sous-marins du navire de sauvetage Asahi, puis qu’il a coulé dans l’océan Pacifique dans une tempête au large des côtes du Japon lors de son voyage de transfert de Yokosuka à Kure le 21 avril 1925. Ces sources ajoutent qu’un navire marchand américain a aperçu le 5 août 1927 son épave abandonnée flottant dans le Pacifique à l’ouest d’Oahu, à Hawaï, avant que l’épave soit coulée.

## Affectations
- III Flottille : du 29 mars 1916 au 11 novembre 1918.

## Commandants
- Kapitänleutnant Leo Hillebrand[6] : du 17 décembre 1915 au 6 décembre 1917.
- Kptlt. Alfred Saalwächter[7] : du 7 décembre 1916 au 15 janvier 1917.
- Kptlt. Leo Hillebrand[6]: du 16 janvier au 11 novembre 1918.

## Navires coulés
| Date              | Nom                | Nationalité    | Tonnage | Destin. |
| ----------------- | ------------------ | -------------- | ------- | ------- |
| 29 septembre 1916 | Ravn               | Norvège        | 1260    | Coulé   |
| 29 septembre 1916 | Sinsen             | Norvège        | 1925    | Coulé   |
| 30 septembre 1916 | Hafnia             | Norvège        | 962     | Coulé   |
| 30 septembre 1916 | Hekla              | Norvège        | 950     | Coulé   |
| 4 octobre 1916    | Brantingham        | United Kingdom | 2617    | Coulé   |
| 6 octobre 1916    | Erika              | Empire russe   | 2430    | Coulé   |
| 9 octobre 1916    | Astoria            | United Kingdom | 4262    | Coulé   |
| 11 octobre 1916   | Iolo               | United Kingdom | 3903    | Coulé   |
| 16 décembre 1916  | Chassie Maersk     | Danemark       | 1387    | Coulé   |
| 16 décembre 1916  | Taki Maru          | Japon          | 3208    | Coulé   |
| 16 décembre 1916  | Gerda              | Danemark       | 775     | Coulé   |
| 17 décembre 1916  | Bayhall            | United Kingdom | 3898    | Coulé   |
| 19 décembre 1916  | Falk               | Norvège        | 948     | Coulé   |
| 23 décembre 1916  | Marques De Urquijo | Espagne        | 2170    | Coulé   |
| 25 décembre 1916  | Marie Pierre       | France         | 166     | Coulé   |
| 27 décembre 1916  | Aislaby            | United Kingdom | 2692    | Coulé   |
| 27 décembre 1916  | Goulfar            | France         | 259     | Coulé   |
| 21 mars 1917      | Hindustan          | United Kingdom | 3692    | Coulé   |
| 23 mars 1917      | Argo               | Portugal       | 1563    | Coulé   |
| 24 mars 1917      | Montréal           | France         | 3342    | Coulé   |
| 1 avril 1917      | Aztec              | United States  | 3727    | Coulé   |
| 3 avril 1917      | Hesperus           | Empire russe   | 2231    | Coulé   |
| 5 avril 1917      | Benheather         | United Kingdom | 4701    | Coulé   |
| 7 avril 1917      | Fiskaa             | Norvège        | 1700    | Coulé   |
| 15 mai 1917       | Grosholm           | Norvège        | 1847    | Coulé   |
| 17 mai 1917       | Lewisham           | United Kingdom | 2810    | Coulé   |
| 18 mai 1917       | Llandrindod        | United Kingdom | 3841    | Coulé   |
| 18 mai 1917       | Penhale            | United Kingdom | 3712    | Coulé   |
| 20 mai 1917       | HMS Paxton         | Royal Navy     | 1372    | Coulé   |
| 22 mai 1917       | Tansan Maru        | Japon          | 2443    | Coulé   |
| 24 mai 1917       | Jersey City        | United Kingdom | 4670    | Coulé   |
| 24 juillet 1917   | Brumaire           | United Kingdom | 2324    | Coulé   |
| 24 juillet 1917   | Zermatt            | United Kingdom | 3767    | Coulé   |
| 25 juillet 1917   | Peninsula          | United Kingdom | 1384    | Coulé   |
| 25 juillet 1917   | Purley             | United Kingdom | 4500    | Coulé   |
| 27 juillet 1917   | Begona No. 4       | United Kingdom | 2407    | Coulé   |
| 31 juillet 1917   | Shimosa            | United Kingdom | 4221    | Coulé   |
| 22 octobre 1917   | Zillah             | United Kingdom | 3788    | Coulé   |
| 24 octobre 1917   | Ilderton           | United Kingdom | 3125    | Coulé   |
| 28 octobre 1917   | Baron Balfour      | United Kingdom | 3991    | Coulé   |
| 4 novembre 1917   | Irina              | Empire russe   | 2210    | Coulé   |
| 7 novembre 1917   | Obj                | Norvège        | 1829    | Coulé   |
| 27 janvier 1918   | Andania            | United Kingdom | 13405   | Coulé   |
| 31 janvier 1918   | Towneley           | United Kingdom | 2476    | Coulé   |
| 1 février 1918    | Cavallo            | United Kingdom | 2086    | Coulé   |
| 3 février 1918    | Lutèce             | France         | 1346    | Coulé   |
| 5 février 1918    | Cresswell          | United Kingdom | 2829    | Coulé   |
| 13 mars 1918      | Crayford           | United Kingdom | 1209    | Coulé   |
| 18 mars 1918      | Atlantic Sun       | United States  | 2333    | Coulé   |
| 30 mars 1918      | Stabil             | Norvège        | 538     | Coulé   |
| 25 mai 1918       | Rathlin Head       | United Kingdom | 7378    | Damaged |
| 16 septembre 1918 | Tasman             | United Kingdom | 5023    | Coulé   |
| 25 septembre 1918 | Gloire à Jésus     | France         | 60      | Coulé   |